# Józef Wincenty Piłsudski
Józef Wincenty Piotr Piłsudski (22. února 1833, Repšėnai – 15. dubna 1902, Petrohrad) byl polský statkář.
Byl otcem Józefa Piłsudského.

## Život
Jeho otcem byl polský šlechtic Piotr Paweł Piłsudski, matkou Teodora roz. Butlerová. Po absolvování střední školy vystudoval agronomii na Agronomickém institutu.
Během lednového povstání v letech 1863 a 1864 byl komisařem povstalecké vlády pro okres Kaunas. Dne 22. dubna 1863 se v Tenenianech v okrese Taurus oženil s Marií rozenou Billewiczovou, která přinesla jako věno čtyři statky (cca 12 000 ha, byly to mj. Adamowo a Zułów) a několik set tisíc rublů. V roce 1874 panství v Zułów včetně budov k němu patřících zcela vyhořelo a rodina se musela přestěhovat do Vilniusu. Kvůli proticarským aktivitám a zatčení jeho staršího bratra Bronisława Piłsudského musela rodina Piłsudských prodat veškerý svůj rodinný majetek, aby zaplatila a nahradila tak trest smrti 15 lety těžkých prací a vyhnanství na ostrov Sachalin.
Byl otcem maršála Józefa Pilsudského (1867–1935) a 4 dalších dětí.